# El Siglo Médico
El Siglo Médico fue una revista española de medicina, publicada entre 1854 y 1936.

## Historia
Esta revista médica fue fundada en 1854 a partir de una fusión entre el Boletín de Medicina, Cirugía y Farmacia y La Gaceta Médica, que pasaría a estar dirigida por Mariano Delgrás, Serapio Escolar, Francisco Méndez Álvaro y Matías Nieto Serrano. Según Juan José Fernández Sanz la publicación habría absorbido a La Correspondencia Médica en 1905, pasando lo mismo con la Revista Clínica de Madrid en 1915. Publicó su último número en 1936.

## Redactores y colaboradores
Entre sus colaboradores se encontraron nombres como los de Manuel Corral y Mairá, Luis Comenge y Ferrer, Ramón Botet y Jonullá, Francisco Aguado Morari, Joaquín Aleixandre, Francisco Alemany y Bosch, Mariano Benavente, Manuel Carrera y Sanchís, José Castañé, Eusebio Castelo y Serra, Manuel Codorniú y Ferreras, Francisco Cortejarena y Aldevó, Carlos María Cortezo, Faustino García Roel, José Gastaldo Fontabella, Eugenio Gutiérrez, Manuel Iglesias y Díaz, Agustín López Acevedo, Aureliano Maestre de San Juan, Ezequiel Martín de Pedro, Rafael Martínez y Molina, Leopoldo Martínez Reguera, Carlos Mestre y Marzal, Manuel Ortega Morejón, Diego Parada y Barreto, José Parada y Santín, Nicolás Pérez Jiménez, Ángel Pulido y Fernández, Francisco Ramírez Vas, Luis Rodríguez Seoane, Federico Rubio y Galí, Alejandro San Martín, Eduardo Sánchez Rubio, Alejandro Settier o Manuel de Tolosa Latour, entre otros.